# Justin Bartha
Justin Bartha, född 21 juli 1978 i Fort Lauderdale, Florida, är en amerikansk skådespelare. Han spelade huvudrollen som Colin Morrello i TV-serien The Good Fight.

## Uppväxt
Justin Bartha flyttade som åttaåring till West Bloomfield, Michigan. Hans far, Stephen, är fastighetsutvecklare och hans mor, Betty, jobbar som lärare. Han har en yngre bror som heter Jeffrey. Bartha blev uppfostrad i en reformistiskt judisk familj. Efter att ha tagit examen vid West Bloomfield High School 1996, flyttade han till New York för att studera drama vid New York University. 
Barthas flickvän 2008–2011 var Ashley Olsen. I januari 2014 gifte han sig med Lia Smith, gyminstruktör, på Hawaii.

## Filmografi (urval)
- 2018 – Driven
- 2017–2018 – The Good Fight (TV-serie)
- 2013 – Baksmällan 3
- 2012 – The New Normal (TV-serie)
- 2011 – Baksmällan 2
- 2009 – Baksmällan
- 2009 – The Rebound
- 2007 – National Treasure: Hemligheternas bok
- 2006 – Trust the Man
- 2006 – Hemma bäst
- 2004 – National Treasure
- 2003 – Gigli
- 2001 – Tag